# چهره رباتی
<|°_°|> (همچنین با نام چهره رباتی یا ربات نیز شناخته می‌شود) سومین آلبوم استودیویی گروه الکترونیک فرانسوی کاروان پالاس است که در ۱۶ اکتبر ۲۰۱۵ منتشر شد.

## فهرست آهنگ
| شماره      | نام                                         | مدت   |
| ---------- | ------------------------------------------- | ----- |
| ۱.         | «Lone Digger»                               | ۳:۴۹  |
| ۲.         | «Comics»                                    | ۳:۳۲  |
| ۳.         | «Mighty» (featuring JFTH)                   | ۳:۲۱  |
| ۴.         | «Aftermath»                                 | ۳:۰۵  |
| ۵.         | «Wonderland»                                | ۳:۱۰  |
| ۶.         | «Tattoos»                                   | ۳:۲۷  |
| ۷.         | «Midnight»                                  | ۳:۲۵  |
| ۸.         | «Russian»                                   | ۴:۰۱  |
| ۹.         | «Wonda»                                     | ۳:۴۴  |
| ۱۰.        | «Human Leather Shoes for Crocodile Dandies» | ۴:۳۳  |
| ۱۱.        | «Lay Down»                                  | ۳:۰۸  |
| مجموع مدت: | مجموع مدت:                                  | ۳۹:۱۵ |

تا تاریخ دسامبر ۲۰۲۰، نماهنگ پویانمایی Lone Digger، که یک مبارزه خشونت‌آمیز را در یک کلوپ استریپ با حیوانات مختلف انسان‌نما را نشان می‌دهد، بیش از ۳۰۰ میلیون بازدید در یوتیوب داشته‌است.